# Whisper (yacht)
För andra betydelser, se Whisper.
M/Y Whisper, tidigare Kismet, är en superyacht tillverkad av Lürssen i Tyskland. Hon sjösattes 2014 och levererades senare under året till sin dåvarande ägare Shahid Khan, en amerikansk entreprenör. År 2020 meddelades det att Khan hade satt upp superyachten till försäljning för nästan 200 miljoner amerikanska dollar i förmån att köpa en megayacht med samma namn. I september 2023 sålde Khan superyachten till den amerikanske företagsledaren Eric Schmidt för 159 miljoner dollar och den fick då sitt nuvarande namn.
Superyachten designades exteriört av Espen Øino och interiört av Reymond Langton Design. Kismet är 95,2 meter lång och har en kapacitet på tolv passagerare fördelat på sju hytter. Den har också en besättning på 28 besättningsmän.